# Kenji Arabori
Kenji Arabori (født 31. juli 1988) er en japansk fodboldspiller, som spiller for den japanske fodboldklub Kamatamare Sanuki.